# Mount Matthias
Mount Matthias ist ein 1610 m hoher Berg im ostantarktischen Viktorialand. Im westlichen Abschnitt der Everett Range in den Concord Mountains ragt er 5 km östlich des Mount Dockery auf.
Der United States Geological Survey (USGS) kartierte ihn anhand eigener Vermessungen und Luftaufnahmen der United States Navy aus den Jahren von 1960 bis 1964. Das Advisory Committee on Antarctic Names benannte ihn 1970 nach Lieutenant Commander Jack M. Matthias, Wartungsoffizier und Flugzeugkommandant der Flugstaffel VX-6 bei der Operation Deep Freeze der Jahre 1968 und 1969.